# Isla Grassholm
La isla Grassholm (en inglés: Grassholm Island) es una isla situada a 1,6 km al sur de la bahía Frida, a lo largo de la costa sur y cerca del extremo oeste de Georgia del Sur. El nombre de "Isla Em" fue dado por el personal de Investigaciones Discovery que encuestaron a esta costa en 1926. La Encuesta de Georgia del Sur, entre 1951 y 1952, informó que esta isla es nombrada por los balleneros y cazadores de focas como "Grassholmen", y que el otro nombre es desconocido a nivel local, por lo cual tomó el último nombre, sin el sufijo -en.
La isla es administrada por el Reino Unido como parte del territorio de ultramar de las Islas Georgias del Sur y Sandwich del Sur, pero también es reclamada por la República Argentina que la considera parte del Departamento Islas del Atlántico Sur dentro de la provincia de Tierra del Fuego, Antártida e Islas del Atlántico Sur.